# SN 1975N
SN 1975N – supernowa typu Ia odkryta 4 listopada 1975 roku w galaktyce NGC 7723. Jej maksymalna jasność wynosiła 14,00m.